# Zeilitzheim
Zeilitzheim  ist ein Gemeindeteil der Gemeinde Kolitzheim im unterfränkischen Landkreis Schweinfurt in Bayern. Das Pfarrdorf Zeilitzheim ist Weinort mit ca. 30 ha Rebfläche im Weinanbaugebiet Franken. Das Dorf besitzt ein erhaltenes, historisches Ortsbild, mit einer Kirchenburg und dem Schloss Zeilitzheim.

## Geografische Lage
Zeilitzheim liegt im Südosten des Kolitzheimer Gemeindegebiets an der Volkach. Nordöstlich ist Herlheim mit dem Dorf über die Kreisstraße SW 40 verbunden. Östlich beginnt das Gemeindegebiet von Frankenwinheim, der Gemeindeteil Brünnstadt liegt Zeilitzheim am nächsten. Südlich, ebenfalls am Volkachbach, erhebt sich die Zeilitzheimer Lohmühle. Weiter im Süden beginnt mit der Obervolkacher Gemarkung das Gebiet der Stadt Volkach im Landkreis Kitzingen. Westlich liegt Gaibach, ebenfalls ein Volkacher Gemeindeteil. Durch Zeilitzheim führt der Fränkische Marienweg.

## Geschichte
Die Endung -heim verweist auf eine fränkische Gründung im 6. bzw. 7. Jahrhundert. Die ursprüngliche Bevölkerung wurde von den Franken überlagert, neue Orte wurden gegründet. Urkundlich erschien Zeilitzheim allerdings erstmals im 13. Jahrhundert. Damals wurde es „Chulingisheim“ oder „Zulichesheim“ genannt. Im 14. Jahrhundert tauchten die Namen „Zeuligszheim“ und „Zulisheim“ in den Quellen auf. Wahrscheinlich leitet sich der Name vom Personennamen eines dort Siedelnden ab.
Im Dorf hatte während des Mittelalters ein Ministerialengeschlecht seinen Ansitz. So ist zwischen 1278 und 1293 Cunradus de Zulisheim nachgewiesen. Gegen Ende des 13. Jahrhunderts übernahmen die Grumbach als Lehenträger des Würzburger Hochstifts die Vogtei. 1328 wurde die Pfarrei etabliert und Zeilitzheim löste sich von der Mutterkirche in Herlheim. Bis zum Ende des Mittelalters wechselten die adeligen Grundherren häufig. So waren die Thüngfeld, die Zollner von der Hallburg und die Thüngen dort begütert.

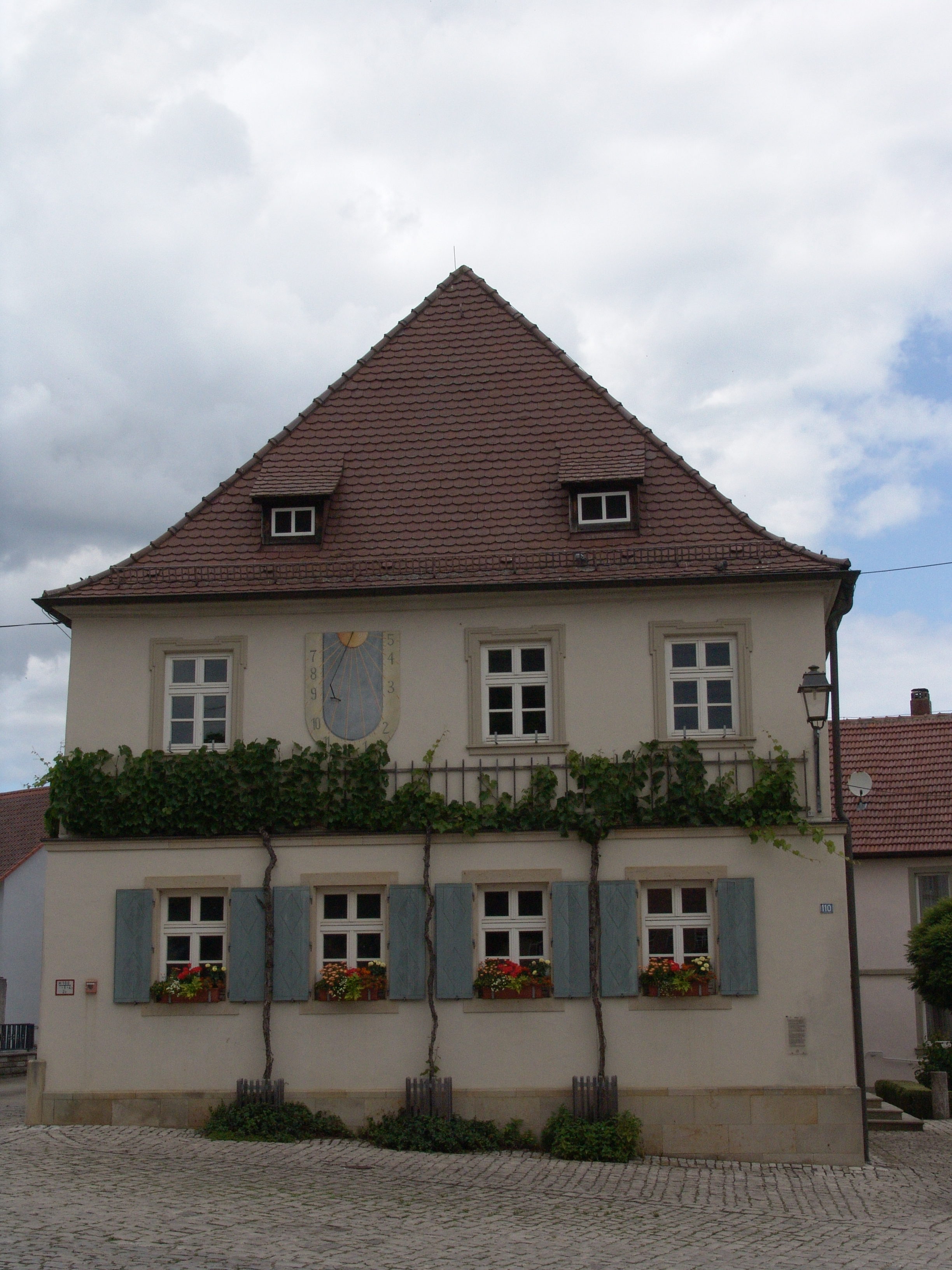
Das ehemalige Rathaus

Während des 16. Jahrhunderts brachten die Fuchs von Bimbach immer mehr Teile des Dorfes in ihren Besitz. Rudolf Fuchs von Bimbach führte später die Reformation im Ort ein. Mit Argula von Grumbach kam eine der großen Förderinnen der Lehren Luthers nach Zeilitzheim. Im Dreißigjährigen Krieg zogen immer wieder fremde Kriegsmächte durch Zeilitzheim. 1640 erhielten die Bewohner eine neue Herrschaft, als die Fuchs ihr Dorf an die Wolf von Wolfsthal verkauften. 1713 kamen die Grafen von Schönborn an das Dorf.
Am Ende des Zweiten Weltkriegs sollte das Dorf evakuiert werden, weil man plante, dort die V2-Raketen einzusetzen. Der Evakuierungsbefehl wurde später ausgesetzt und die Amerikaner erreichten am 9. April 1945 von Volkach kommend das Dorf. Einige SS-Einheiten hatten sich am Schloss postiert und planten, die anrückenden Amerikaner mit Panzerfäusten zu beschießen. Allerdings waren ihre Waffen entladen worden und der Einmarsch blieb friedlich.
Am 31. Januar 1977 verschwand der damalige Bürgermeister Franz Räth (SPD, * 26. Februar 1923 in Wadenbrunn, heute zu Kolitzheim) spurlos. Er war seit 1972 im Amt.
Am 1. Mai 1978 wurde die bis dahin selbständige Gemeinde in die Gemeinde Kolitzheim eingegliedert. Seit der Mitte des 20. Jahrhunderts nimmt der Erwerb vieler Zeilitzheimer Bürger durch Weinbau zu.

## Kultur und Sehenswürdigkeiten

### Baudenkmäler

#### Schloss Zeilitzheim

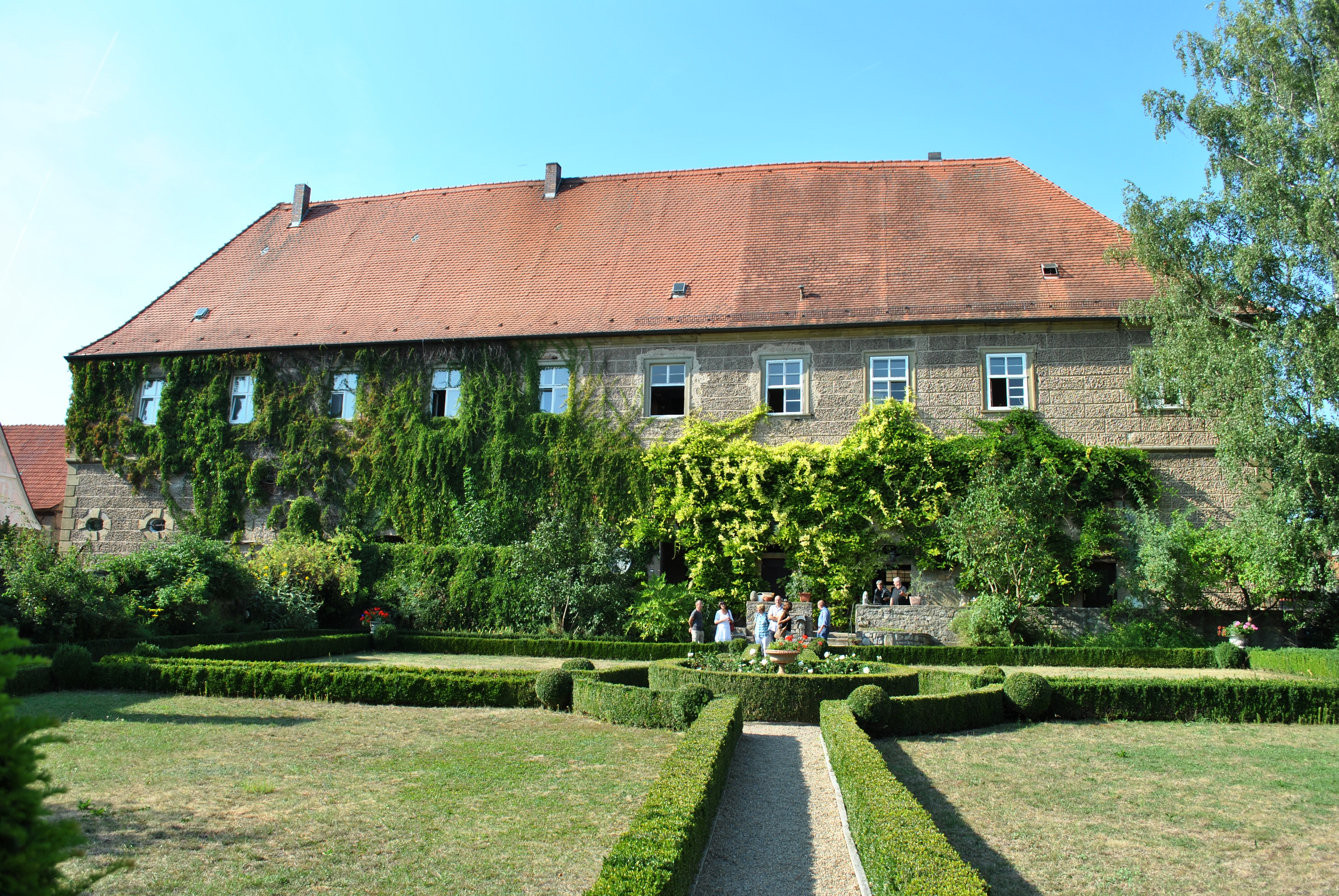
Schloss mit Hotel: Südseite mit Park

Das Schloss mit Hotel ist eine zweigeschossige Vierflügelanlage um einen quadratischen Innenhof. Baumeister war der Zeiler Andreas Keßler. Er legte die Pläne dem Würzburger Architekten Antonio Petrini vor, der sie bearbeitete. So entstand zwischen 1679 und 1683 der Barockbau mit seinen fünfzehn Fensterachsen. Über dem Portal befindet sich das Allianzwappen der Wolf von Wolfsthal und der Würtzburg. Über eine doppelläufige Freitreppe gelangt man dorthin.
Von Giovanni Francesco Marchini stammt der sogenannte Schönbornsaal. Er wurde im Jahr 1735 mit barocker Illusionsmalerei ausgestattet. Neben den Kardinaltugenden sind dort Büsten großer Persönlichkeiten des Altertums angebracht. Der Saal entstand im Auftrag des Kardinals Damian Hugo Graf von Schönborn. Im großen Jagdsaal wurden lange Zeit die katholischen Gottesdienste der Gemeinde abgehalten. Heute wird das Schloss als Weingut genutzt.

#### Sigismundskirche

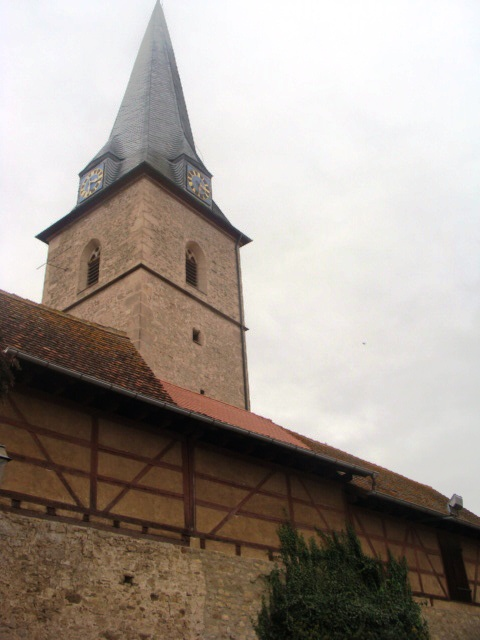
Kirchenburg Zeilitzheim

Den Mittelpunkt des Dorfes bildet die evangelisch-lutherische Pfarrkirche St. Sigismund. Sie ist mit umgebenden Gaden eine Kirchenburg. Die Kirche entstand wohl bereits im 15. Jahrhundert, 1451 wurde der Turm vollendet. Allerdings gab es immer wieder bauliche Veränderungen. 1653 erhielt das Gotteshaus den Spitzhelm. Die Kirche präsentiert sich als Chorturmkirche, der Chor ist mit einem Kreuzrippengewölbe ausgestattet. Das Langhaus hat einen trapezförmigen Grundriss.
Im 17. Jahrhundert entstanden die charakteristischen Emporen. Zur gleichen Zeit erhielt die Decke ihre Holzvertäfelung. Um 1700 verschönerte man die Decke erneut, die Kassettenfelder wurden mit den Bildern der Apostel bemalt. Ein weiterer Anziehungspunkt der Kirche ist die Rokoko-Orgel von 1750 auf einer der Emporen. Aus dem 20. Jahrhundert stammt das vom Münchner Karl Hemmeter geschaffene große Holzkruzifix im Chor.

#### Weitere Baudenkmäler

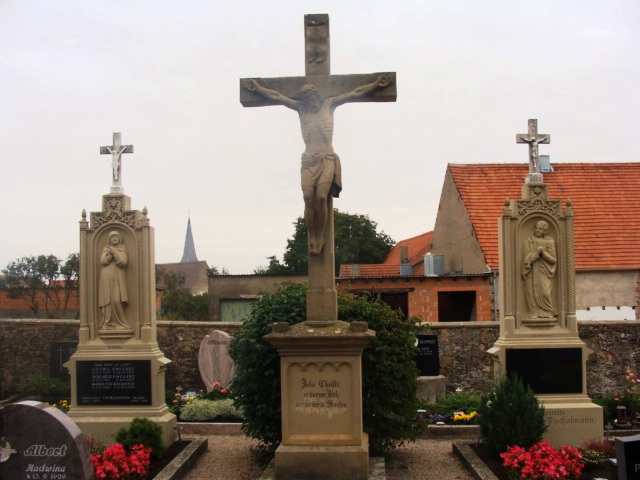
Friedhof

Aus dem Jahr 1608 stammt die Friedhofskapelle mit einem vierseitigen Dachreiter neben dem im 17. Jahrhundert neu angelegten Friedhof. Eine Steintafel an der Kapelle erläutert die Vorgänge während der Hexenverfolgung in Zeilitzheim. So wurde der Schöffe Linhard Schranz 1616 der Hexerei angeklagt und peinlich verhört. Im Jahr 1977 wandelte man die Kapelle in eine Aussegnungshalle um.
1978 wurde die katholische Kirche Allerheiligste Dreifaltigkeit eingeweiht. Markant ist hier der Glockenturm, der nur aus einer Kirchturmspitze, die auf zwei Pfeilern ruht, besteht. Die halbkreisförmigen Bänke im Innenraum stammen aus dem aufgelösten Bruderoratorium des Klosters Münsterschwarzach. Um diese bauten herum die Architekten Pohl & Blenk die Kirche. Die künstlerische Gestaltung von Opferaltar, Ambo, Sedilien, Apostelkreuzen und Türgriffen übernahm der Bildhauer Peter Vollert aus Üchtelhausen.
Für die Ortsgeschichte ist auch die ehemalige Gerberei an der Brückenstraße am Rande des alten Ortskerns bedeutsam. Im dreigeschossigen Gebäude wurde Leder gegerbt. Weitere Gerberanwesen prägen die Umgebung. Der Ortskern wird von einigen kleinen Bürgerhäusern aus dem 18. und 19. Jahrhundert gebildet. Der Marktplatz wurde vom Bayerischen Landesamt für Denkmalpflege als Baudenkmal unter Ensembleschutz gestellt.

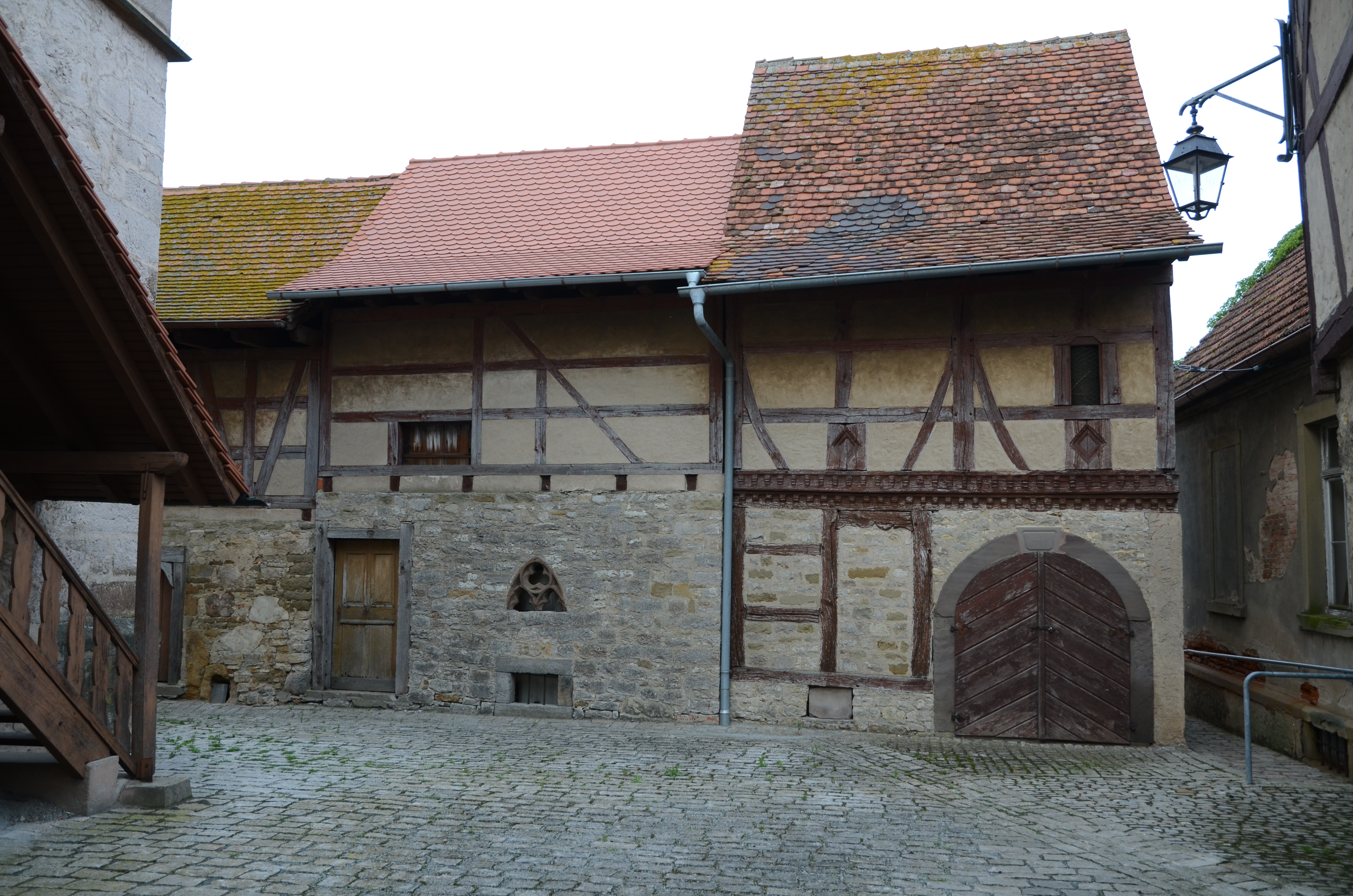
Kirchenburg
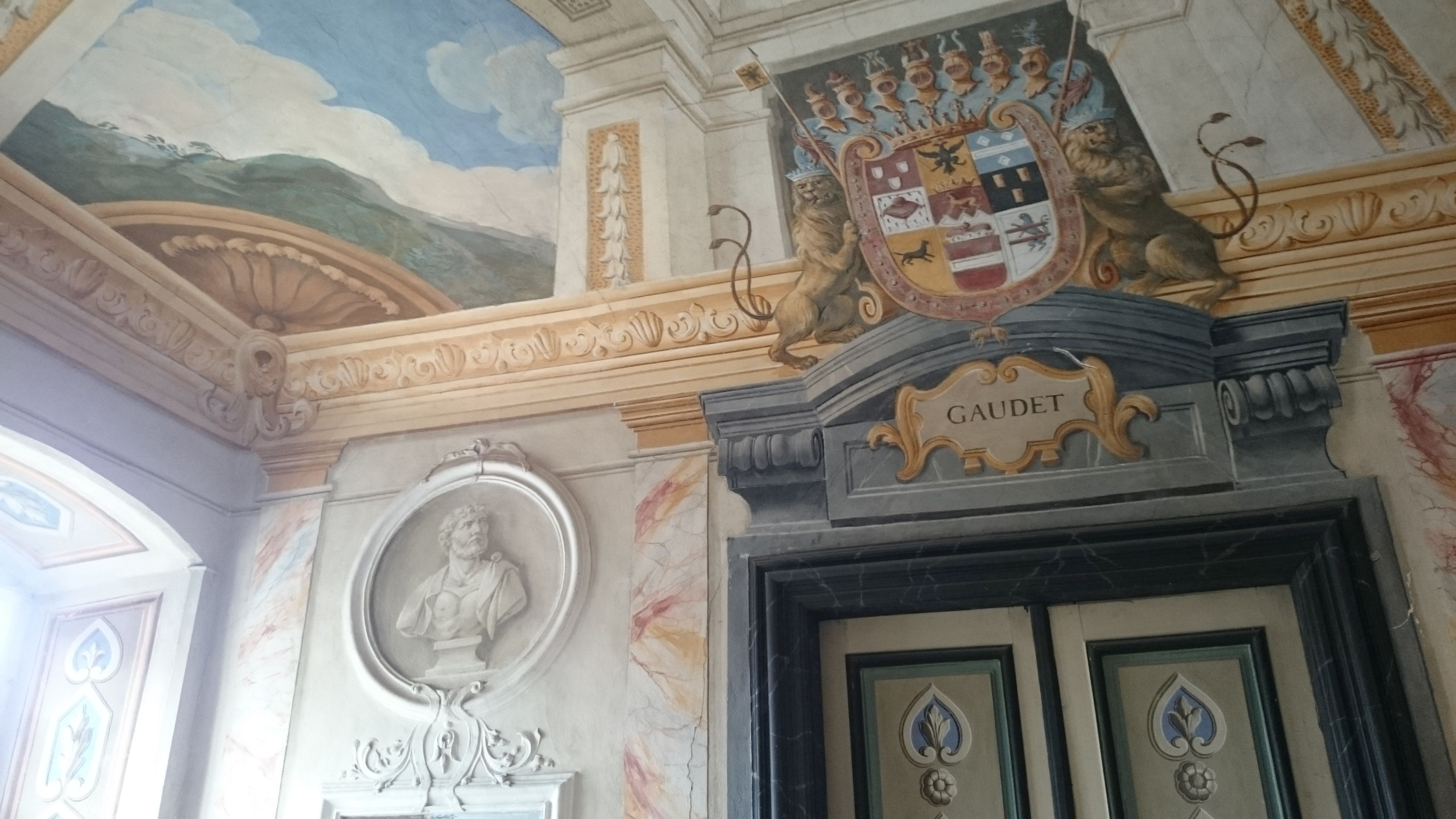
Schloss: barockes Interieur
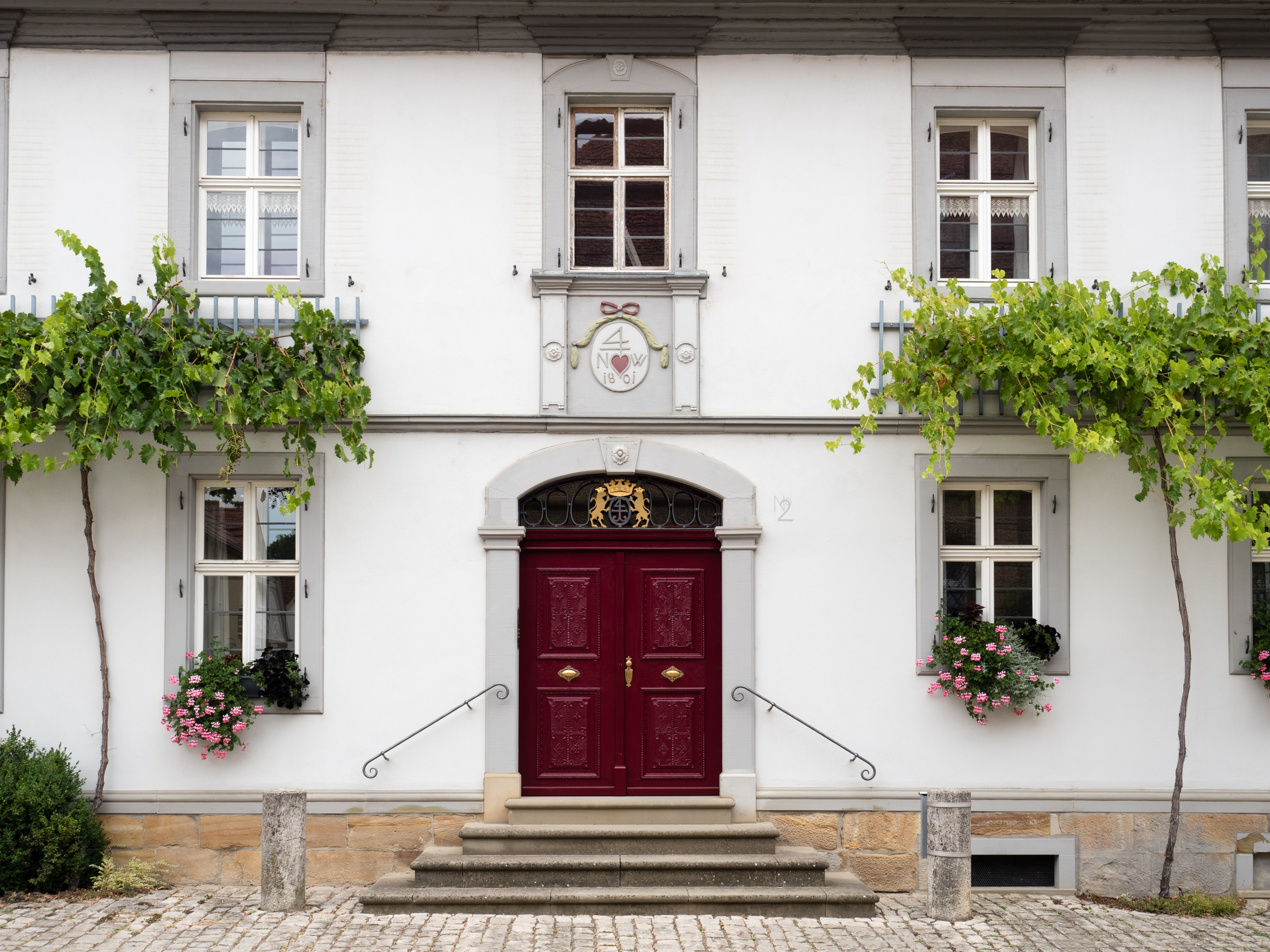
Eingang in ein Bürgerhaus
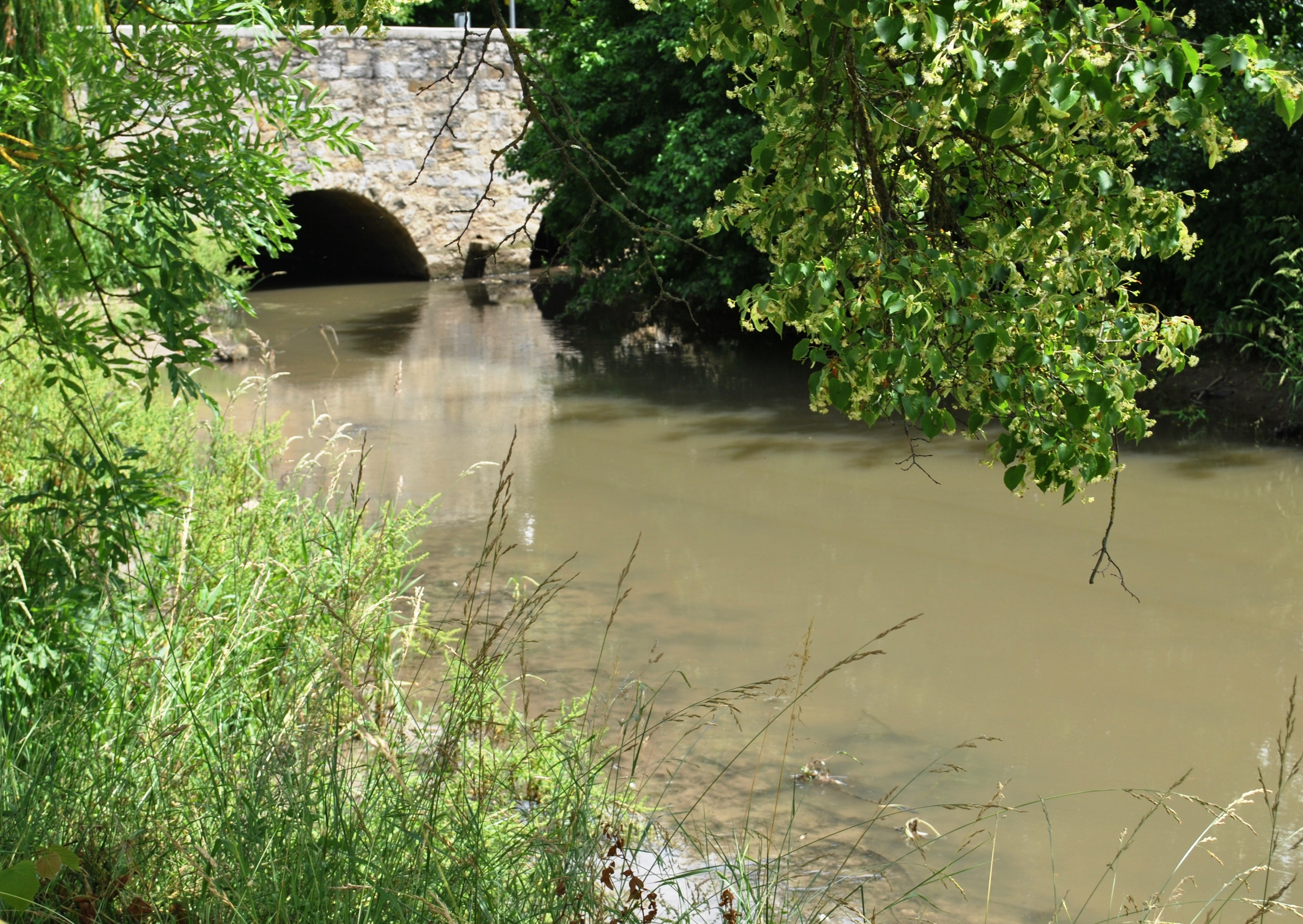
Die Volkach

### Sagen

#### Der Marksteinsetzer
Ein Betrunkener lief von der Gaibacher Kirchweih über die Steig nach Zeilitzheim. Auf dem Weg stieß er auf eine weißgewandete Gestalt. Sie schleppte einen Grenzstein vor sich her und murmelte: „Wenn ich nur wüsste, wohin ich meinen Grenzstein stellen soll!“ Der betrunkene Zeilitzheimer antwortete furchtlos: „Tu ihn da hin, wo du ihn hergenommen hast!“ Das Gespenst machte einen Freudensprung und rief: „Erlöst, erlöst!“ Im gleichen Moment fiel vor dem Betrunkenen etwas auf den Boden und das Gespenst verschwand. Der Zeilitzheimer nahm das Fundstück und steckte es in seine Hosentasche. Am nächsten Tag meinte er, die ganze Geschichte nur geträumt zu haben und erzählte niemanden davon. Als er aber in seiner Hosentasche nachsah, entdeckte er, dass ein Goldstück darin lag. Der unheimliche Marksteinsetzer wurde nie wieder gesehen.

#### Die Raubritter
In einer alten Sage wird von einem Gang zwischen dem Schloss in Zeilitzheim und der Ruine Stettenburg bei Obervolkach berichtet. Die Stettenburger Ritter sollen den Gang eines Tages genutzt und die Zeilitzheimer überfallen haben. Zuerst plünderten sie das Schloss und raubten alle Wertsachen. Sie nahmen alle Schlossbewohner und alle Knechte und Mägde gefangen und ermordeten sie kaltblütig. Als es im Schloss nichts mehr zu holen gab, rissen die Stettenburger das große Schlosstor auf und fielen über das Dorf Zeilitzheim her. Das Dorf wurde in Brand gesteckt und verwüstet. Seither waren die Herren von Stettenberg als Raubritter gefürchtet. Die Zeilitzheimer aber mieden die lange verlassene Stettenburg, weil die Sage umging, dass die Raubritter zurückkehren könnten.

### Zeilitzheimer Konferenzen
Am 14. Juni, 16. August und 10. Oktober 1848 hielt die evangelisch-lutherische Gemeinde erstmals im Ort die sogenannten Zeilitzheimer Konferenzen ab. Sie sollten den geistlichen Umschwung, eine Reform der bayerischen lutherischen Kirche, vorantreiben. Am 21. Juni 1849 hielt bei einer Nachfolge-Konferenz Johann Heinrich Wichern einen Vortrag über die Innere Mission. Bis ins Jahr 1855 fanden die Treffen regelmäßig statt.

## Wirtschaft und Infrastruktur

### Weinbau
Zeilitzheim ist heute Weinbauort im Anbaugebiet Franken. Eine Weinlage existiert um das Dorf, der Wein wird seit den 1970er Jahren unter dem Namen Zeilitzheimer Heiligenberg vermarktet. Zeilitzheim ist Teil des Bereichs Volkacher Mainschleife, bis 2017 waren die Winzer im Bereich Maindreieck zusammengefasst. Die Muschelkalkböden mit leichter Lößlehmauflage um Zeilitzheim eignen sich ebenso für den Anbau von Wein wie die Lage in der Maingauklimazone, die zu den wärmsten Deutschlands gehört. Das Zeilitzheimer Weinfest findet im August statt.
Bereits seit dem Frühmittelalter betreiben die Menschen in Franken Weinbau. Die fränkischen Siedler brachten wohl im 7. Jahrhundert die Rebe mit an den Main. Im Mittelalter gehörte die Region zum größten zusammenhängenden Weinbaugebiet im Heiligen Römischen Reich. Die Menschen betrieben zumeist Nebenerwerbsweinbau zur Selbstversorgung, gleichzeitig bildeten sich bereits Exportzentren insbesondere entlang des Maines heraus. Der Weinbau in Zeilitzheim ist allerdings relativ jung.
Der Weinbau erlebte nach der Säkularisation zu Beginn des 19. Jahrhunderts einen umfassenden Niedergang. Vor allem klimatisch weniger begünstige Lagen gab man vollständig auf. Zusätzlich erschwerte das Aufkommen von Schädlingen wie der Reblaus den Anbau. Konsolidieren konnte sich die Weinbauregion Franken erst wieder in der zweiten Hälfte des 20. Jahrhunderts. Der Einsatz von Düngern und verbesserte Anbaumethoden hatten dazu ebenso beigetragen wie die Organisation in Genossenschaften und die Flurbereinigung der 1970er Jahre.
| Weinlage     | Größe 1993 | Größe 2019 | Himmelsrichtung | Hangneigung | Hauptrebsorten          | Großlage            |
| ------------ | ---------- | ---------- | --------------- | ----------- | ----------------------- | ------------------- |
| Heiligenberg | 36 ha      | 17 ha      | Südsüdwesten    | 12 %        | Müller-Thurgau, Bacchus | Volkacher Kirchberg |

### Ortsrufanlage
Als einer der wenigen Orte bundesweit verfügt Zeilitzheim noch über eine Ortsrufanlage. Die elektrischen Tonsignale werden in der 100-Volt-Technik über ein Leitungsnetz zu den mehr als 50 Lautsprechern übertragen. Diese Technik der elektroakustischen Anlage wird auch bei der Beschallung von Flughäfen und öffentlichen Gebäuden verwandt.

### Weingut und Whisky-Brennerei
Das Weingut und die Whisky-Brennerei Martin Mößlein destilliert seit 1996 fränkischen Whisky. Der Whisky-Guide 2011 zählt die Brennerei zu den Top 3 der besten deutschen Whisky-Brennereien.

### Vereine
- 1. SC 1946 Zeilitzheim e. V.
- Bauernverband
- CSU-Ortsverband
- Eigenheimervereinigung
- Förderkreis Schloss Zeilitzheim e. V.
- Freiwillige Feuerwehr
- Historischer Arbeitskreis Zeilitzheim
- Katholische Kirchenmusik / Zeilitzheimer Musikanten
- Kirchenchor
- Kirchweihjugend Zeilitzheim
- Kolping-Chor
- Kolping-Familie
- Männerchor
- Posaunenchor
- Weinbauverein

## Persönlichkeiten

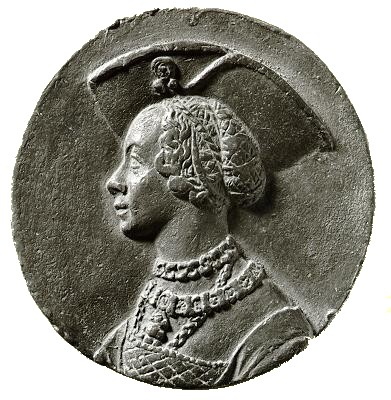
Argula von Grumbach lebte in Zeilitzheim

### Söhne und Töchter des Ortes
- Johann Andreas Piccart (auch Piccartus, 1620–1666), Professor der Geschichte und Theologie, Superintendent in Schweinfurt, theologischer Schriftsteller
- Johann Friedrich Heunisch (1661–1725), Gymnasial-Professor, theologischer Schriftsteller
- Johann Nikolaus Joachim (1751–1808), k. u. k. Rat, Mitglied der medizinisch-chirurgischen Akademie in Wien
- Alois Griebel (1773–nach 1808), Musiker, Komponist[17]
- Valentin Müller (1891–1951 in München), deutscher Arzt, im Zweiten Weltkrieg Oberstarzt im deutschen Heer in Italien, insbesondere Assisi

### Mit Zeilitzheim verbunden
- Argula von Grumbach (1492–1568), Publizistin und Reformatorin, starb auf Schloss Zeilitzheim
- Heinz Miederer (1928–1990), Rektor der Diakonie Neuendettelsau, Pfarrer in Zeilitzheim 1956 bis 1963